# Ukształtowanie powierzchni Tytana

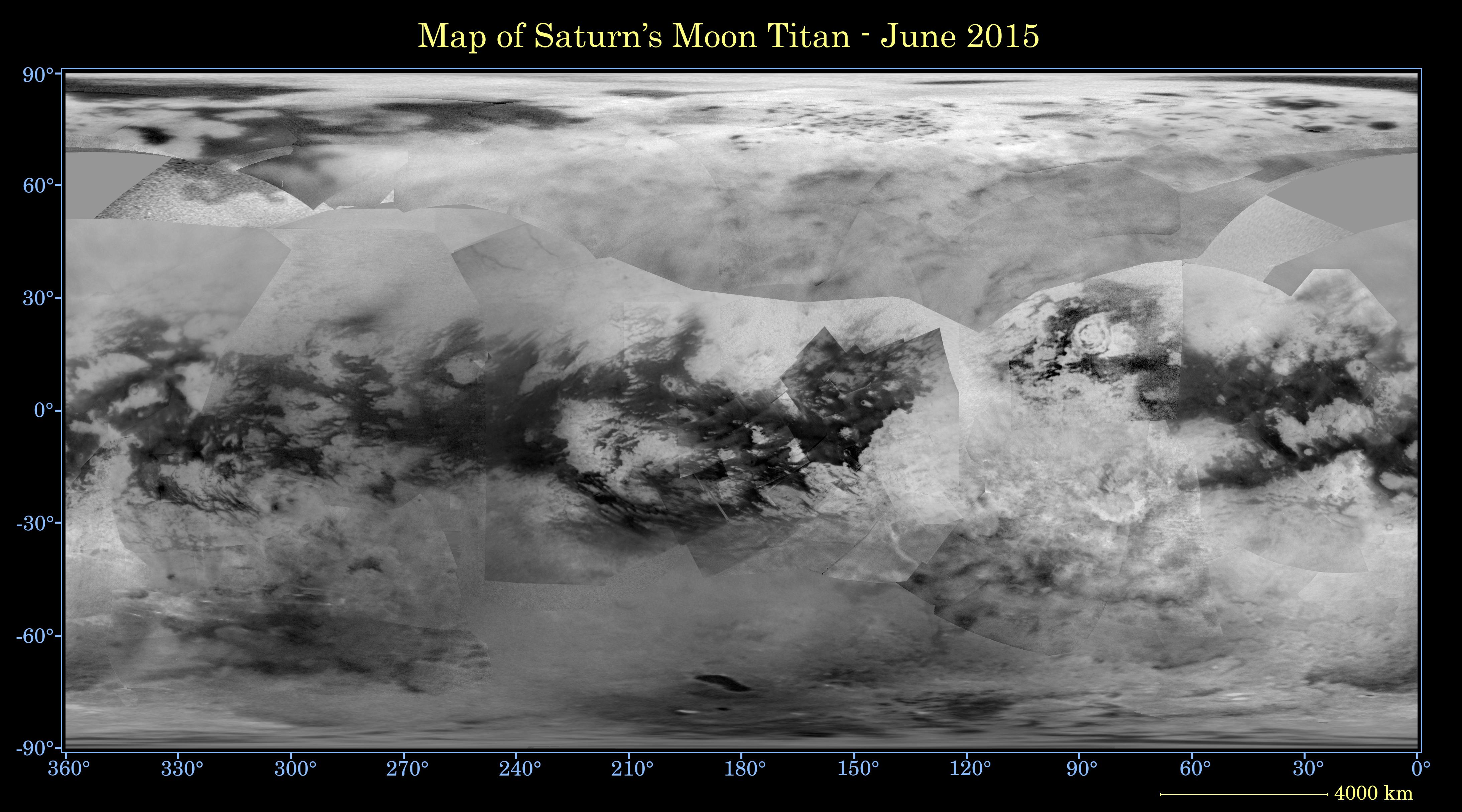
Mapa powierzchni Tytana – mozaika zdjęć w podczerwieni wykonanych przez sondę Cassini.

Na powierzchni Tytana, największego księżyca Saturna można wyróżnić następujące formacje geologiczne:
| Nazwa                               | Tłumaczenie    | Znaczenie                                                                       |
| ----------------------------------- | -------------- | ------------------------------------------------------------------------------- |
| Cecha albedo                        | –              | Obszar wyróżniający się jasnością                                               |
| Arcus, arcūs                        | łuk            | Obiekt geograficzny o kształcie łuku                                            |
| Collis, colles                      | wzgórze        | Małe wzgórze lub wybrzuszenie terenu                                            |
| Facula, faculae                     | mała pochodnia | Jasna plamka                                                                    |
| Fluctus, fluctūs                    | fala           | Teren zalewowy                                                                  |
| Flumen, flumina                     | rzeka          | Rzeka węglowodorów                                                              |
| Insula, insulae                     | wyspa          | Wyspa na jeziorze                                                               |
| Crater                              | krater         | krater uderzeniowy                                                              |
| Labyrinthus, labyrinthi             | labirynt       | kompleks dolin                                                                  |
| Lacus, lacūs                        | jezioro        | jezioro węglowodorów                                                            |
| Lacuna, lacunae                     | dziura, luka   | Obniżenie terenu o nieregularnym, wyraźnym kształcie, zapewne suche dno jeziora |
| Macula, maculae                     | plama          | Ciemna plama                                                                    |
| Mare, maria                         | morze          | Bardzo duże jezioro węglowodorów                                                |
| Mons, montes                        | góry           | Góry                                                                            |
| Patera, paterae                     | misa           | Krater z poszarpanym brzegiem, potencjalnie krater wulkaniczny                  |
| Planitia, planitiae                 | równina        | Równina                                                                         |
| Obrączki (duże formacje obrączkowe) | –              | Obiekt geograficzny o kształcie pierścienia                                     |
| Regio, regiones                     | obszar         | Duży obszar wyróżniający się kolorem lub jasnością wśród otaczających           |
| Terra, terrae                       | ziemia         | Wyróżniający się obszar                                                         |
| Unda, undae                         | fala           | Pole wydm                                                                       |
| Virga, virgae                       | kreska         | Obiekt geograficzny o liniowym kształcie, wyróżniający się kolorem              |

Poniżej znajdują się spisy wymieniające poszczególne formy geologiczne, należące do każdej z kategorii.
Oficjalne nazwy cech powierzchni nadano niedawno, gdyż powierzchnia Tytana pozostawała praktycznie nieznana do misji sondy Cassini. Niektóre cechy powierzchni były nazwane wcześniej, te nazwy są wówczas zaznaczone.

## Cechy albedo
Nazwy obszarów o wyróżniającym się jasnym lub ciemnym albedo pochodzą od świętych lub magicznych miejsc światowych mitologii i literatury.

### Jasne albedo
| Albedo  | Koordynaty                          | Pochodzenie nazwy                                                 |
| ------- | ----------------------------------- | ----------------------------------------------------------------- |
| Adiri   | ⌘ 10°S 210°W/-10,000000 -210,000000 | Adiri, melanezyjski raj                                           |
| Dilmun  | ⌘ 15°N 175°W/15,000000 -175,000000  | Dilmun, sumeryjski raj                                            |
| Quivira | ⌘ 0°N 15°W/0,000000 -15,000000      | Quivira, legendarne miasto w południowo-zachodniej Ameryce        |
| Tsegihi | ⌘ 40°S 10°W/-40,000000 -10,000000   | Tsegihi, święte miejsce Nawahów                                   |
| Xanadu  | ⌘ 15°S 100°W/-15,000000 -100,000000 | Xanadu, magiczna kraina w poemacie Kubla Chan Samuela Coleridge’a |

### Ciemne albedo
| Albedo     | Koordynaty                          | Pochodzenie nazwy                                         |
| ---------- | ----------------------------------- | --------------------------------------------------------- |
| Aaru       | ⌘ 10°N 340°W/10,000000 -340,000000  | Aaru, egipski raj                                         |
| Aztlan     | ⌘ 10°S 20°W/-10,000000 -20,000000   | Aztlán, mityczna ojczyzna Azteków                         |
| Belet      | ⌘ 5°S 255°W/-5,000000 -255,000000   | Belet, malajski raj                                       |
| Ching-tu   | ⌘ 30°S 205°W/-30,000000 -205,000000 | Jingtu, raj w buddyzmie chińskim                          |
| Fensal     | ⌘ 5°N 30°W/5,000000 -30,000000      | Fensal, niebiański dwór w mitologii nordyckiej            |
| Mezzoramia | ⌘ 70°S 0°E/-70,000000 -0,000000     | Mezzoramia, oaza szczęścia w Afryce we włoskich legendach |
| Senkyo     | ⌘ 5°S 320°W/-5,000000 -320,000000   | Senkyo, japoński raj                                      |
| Shangri-la | ⌘ 10°S 165°W/-10,000000 -165,000000 | Shangri-La, tybetański raj                                |

## Arcus
Nazwy arcus pochodzą od bóstw szczęścia
| Arcus       | Koordynaty                            | Pochodzenie nazwy   |
| ----------- | ------------------------------------- | ------------------- |
| Hotei Arcus | ⌘ 28,0°S 79,0°W/-28,000000 -79,000000 | Hotei, japoński bóg |

## Colles
Nazwy collis pochodzą od postaci z fantastycznego świata Śródziemia z powieści Tolkiena.
| Collis         | Koordynaty                                | Rozmiar | Pochodzenie nazwy                                                     |
| -------------- | ----------------------------------------- | ------- | --------------------------------------------------------------------- |
| Arwen Colles   | ⌘ 7,5°S 260,0°W/-7,500000 -260,000000     | 64      | Arwena, córka Elronda                                                 |
| Bilbo Colles   | ⌘ 4,23°S 38,56°W/-4,230000 -38,560000     | 164     | Bilbo Baggins, główny bohater powieści Hobbit, czyli tam i z powrotem |
| Faramir Colles | ⌘ 4,0°N 153,8°W/4,000000 -153,800000      | 82      | Faramir, syn namiestnika Gondoru                                      |
| Handir Colles  | ⌘ 10,00°N 356,68°W/10,000000 -356,680000  | 100     | Handir, wódz ludu Halethy                                             |
| Nimloth Colles | ⌘ 11,86°S 151,30°W/-11,860000 -151,300000 | 90      | Nimloth, małżonka Diora i królowa Doriathu                            |

## Faculae
Nazwy facula pochodzą od wysp na Ziemi, które nie są politycznie niezależne; nazwy grup faculae pochodzą od archipelagów na Ziemi.
| Facula           | Koordynaty                              | Pochodzenie nazwy                          |
| ---------------- | --------------------------------------- | ------------------------------------------ |
| Antilia Faculae  | ⌘ 11,0°S 187,0°W/-11,000000 -187,000000 | Antillia, mityczny archipelag na Atlantyku |
| Bazaruto Facula  | ⌘ 11,6°N 16,1°W/11,600000 -16,100000    | Bazaruto, Mozambik                         |
| Coats Facula     | ⌘ 11,1°S 29,2°W/-11,100000 -29,200000   | Wyspa Coatsa, Kanada                       |
| Crete Facula     | ⌘ 9,4°N 150,1°W/9,400000 -150,100000    | Kreta, Grecja                              |
| Elba Facula      | ⌘ 10,8°S 1,2°W/-10,800000 -1,200000     | Elba, Włochy                               |
| Kerguelen Facula | ⌘ 5,4°S 151,0°W/-5,400000 -151,000000   | Wyspy Kerguelena, Francja                  |
| Mindanao Facula  | ⌘ 6,6°S 174,2°W/-6,600000 -174,200000   | Mindanao, Filipiny                         |
| Nicobar Faculae  | ⌘ 2,0°N 159,0°W/2,000000 -159,000000    | Nikobary, Indie                            |
| Oahu Facula      | ⌘ 5,0°N 166,7°W/5,000000 -166,700000    | Oʻahu, Hawaje                              |
| Santorini Facula | ⌘ 2,4°N 145,6°W/2,400000 -145,600000    | Santoryn, Grecja                           |
| Shikoku Facula   | ⌘ 10,4°S 164,1°W/-10,400000 -164,100000 | Sikoku, Japonia                            |
| Texel Facula     | ⌘ 11,5°S 182,6°W/-11,500000 -182,600000 | Texel, Holandia                            |
| Tortola Facula   | ⌘ 8,8°N 143,1°W/8,800000 -143,100000    | Tortola, Brytyjskie Wyspy Dziewicze        |
| Vis Facula       | ⌘ 7,0°N 138,4°W/7,000000 -138,400000    | Vis, Chorwacja                             |

## Fluctus
Nazwy fluctus pochodzą od mitologicznych figur związanych z pięknem.
| Fluctus        | Koordynaty                              | Pochodzenie nazwy                     |
| -------------- | --------------------------------------- | ------------------------------------- |
| Ara Fluctus    | ⌘ 39,8°N 118,4°W/39,800000 -118,400000  | Ara Piękny, legendarny król Armenii   |
| Leilah Fluctus | ⌘ 50,5°N 77,8°W/50,500000 -77,800000    | Lajla, perska bogini                  |
| Mohini Fluctus | ⌘ 11,78°S 38,53°W/-11,780000 -38,530000 | Mohini, postać z mitologii indyjskiej |
| Rohe Fluctus   | ⌘ 47,30°N 37,75°W/47,300000 -37,750000  | Rohe, maoryska bogini                 |
| Winia Fluctus  | ⌘ 49,0°N 46,0°W/49,000000 -46,000000    | Winia, indonezyjska pierwsza kobieta  |

## Flumina
Nazwy flumina pochodzą od mitycznych rzek.
| Flumina          | Koordynaty                               | Pochodzenie nazwy                           |
| ---------------- | ---------------------------------------- | ------------------------------------------- |
| Elivagar Flumina | ⌘ 19,3°N 78,5°W/19,300000 -78,500000     | Élivágar, grupa rzek w mitologii nordyckiej |
| Vid Flumina      | ⌘ 72,90°N 242,25°W/72,900000 -242,250000 | Jedna z rzek grupy Élivágar                 |

## Insula
Nazwy insula pochodzą od mitycznych wysp.
| Insula       | Koordynaty                             | Pochodzenie nazwy                              |
| ------------ | -------------------------------------- | ---------------------------------------------- |
| Mayda Insula | ⌘ 79,1°N 312,2°W/79,100000 -312,200000 | Mayda, legendarna wyspa na północnym Atlantyku |

## Kratery
Nazwy kraterów pochodzą od bóstw mądrości.
| Krater | Koordynaty                             | Średnica (km) | Pochodzenie nazwy                                                 |
| ------ | -------------------------------------- | ------------- | ----------------------------------------------------------------- |
| Afekan | ⌘ 25,8°N 200,3°W/25,800000 -200,300000 | 115,0         | Afekan, nowogwinejska bogini stworzycielka                        |
| Hano   | ⌘ 40,3°N 345,1°W/40,300000 -345,100000 | 100,0         | Hano, Bella Coola bogini nauki, wiedzy i magii                    |
| Ksa    | ⌘ 14,0°N 65,4°W/14,000000 -65,400000   | 29,0          | Ksa, bóg mądrości Lakotów i Oglala                                |
| Menrva | ⌘ 20,1°N 87,2°W/20,100000 -87,200000   | 392,0         | Menrva, etruska bogini                                            |
| Momoy  | ⌘ 11,6°N 44,6°W/11,600000 -44,600000   | 40,0          | Momoy, dla ludu Chumash bogini bogini magii, wiedzy i uzdrawiania |
| Selk   | ⌘ 7,0°N 199,0°W/7,000000 -199,000000   | 80,0          | Selk, mitologia egipska                                           |
| Sinlap | ⌘ 11,3°N 16,0°W/11,300000 -16,000000   | 80,0          | Sinlap, duch w wierzeniach Kachin                                 |
| Soi    | ⌘ 24,3°N 140,9°W/24,300000 -140,900000 | 75,0          | Soi, melanezyjski bóg mądrości                                    |

## Labyrinthi
Nazwy labirynthus pochodzą od planet w Uniwersum Diuny.
| Labyrinthus            | Planeta             |
| ---------------------- | ------------------- |
| Anbus Labyrinthus      | Anbus               |
| Corrin Labyrinthus     | Corrin              |
| Ecaz Labyrinthus       | Ekaz                |
| Gammu Labyrinthus      | Gammu (Giedi Prime) |
| Gamont Labyrinthus     | Gamont              |
| Gansireed Labyrinthus  | Gansireed           |
| Ginaz Labyrinthus      | Ginaz               |
| Grumann Labyrinthus    | Grumann             |
| Harmonthep Labyrinthus | Harmonthep          |
| Ipyr Labyrinthus       | Ipyr                |
| Junction Labyrinthus   | Węzeł               |
| Kaitain Labyrinthus    | Kaitain             |
| Kronin Labyrinthus     | Kronin              |
| Lampadas Labyrinthus   | Lampadas            |
| Lankiveil Labyrinthus  | Lankiveil           |
| Lernaeus Labyrinthus   | Lernajos            |
| Muritan Labyrinthus    | Muritan             |
| Naraj Labyrinthus      | Naraj               |
| Niushe Labyrinthus     | Niushe              |
| Palma Labyrinthus      | Palma               |
| Richese Labyrinthus    | Richese             |
| Salusa Labyrinthus     | Salusa              |
| Sikun Labyrinthus      | Sikun               |
| Tleilax Labyrinthus    | Tleilax             |
| Tupile Labyrinthus     | Tupile              |

## Lacus

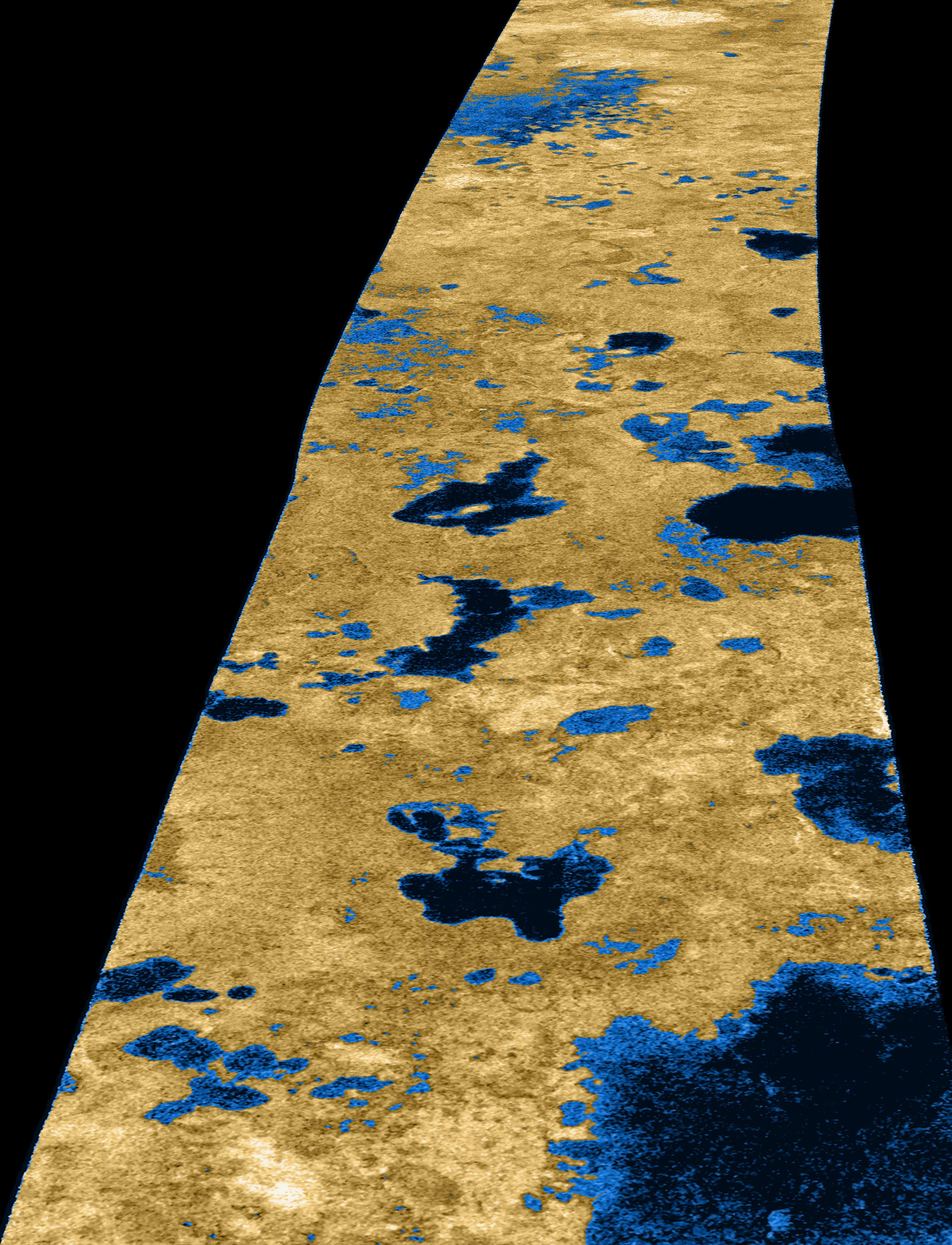
Jeziora ciekłego metanu na Tytanie. Widok od Bolsena Lacus (po prawej) do Mackay Lacus (lewe górne).

Lacūs (l. mn. lacus jest stosowana w nomenklaturze geologicznej Tytana) to jeziora węglowodorów. Cechy powierzchni nazywane lacus są uważane za etanowo-metanowe jeziora. Ich nazwy pochodzą od jezior ziemskich.
| Lacus            | Koordynaty                                | Średnica (km) | Pochodzenie nazwy                            |
| ---------------- | ----------------------------------------- | ------------- | -------------------------------------------- |
| Abaya Lacus      | ⌘ 73,17°N 45,55°W/73,170000 -45,550000    | 65,0          | Abbaja, Etiopia                              |
| Albano Lacus     | ⌘ 65,9°N 236,4°W/65,900000 -236,400000    | 6,2           | Albano, Włochy                               |
| Atitlán Lacus    | ⌘ 69,3°N 238,8°W/69,300000 -238,800000    | 13,7          | Atitlán, Gwatemala                           |
| Bolsena Lacus    | ⌘ 75,75°N 10,28°W/75,750000 -10,280000    | 101,0         | Bolsena, Włochy                              |
| Cardiel Lacus    | ⌘ 70,2°N 206,5°W/70,200000 -206,500000    | 22,0          | Cardiel, Argentyna                           |
| Cayuga Lacus     | ⌘ 69,8°N 230,0°W/69,800000 -230,000000    | 22,7          | Cayuga, Nowy Jork, USA                       |
| Feia Lacus       | ⌘ 73,70°N 64,41°W/73,700000 -64,410000    | 47,0          | Feia, Brazylia                               |
| Freeman Lacus    | ⌘ 73,6°N 211,1°W/73,600000 -211,100000    | 26,0          | Freeman, Indiana, USA                        |
| Hammar Lacus     | ⌘ 48,60°N 308,29°W/48,600000 -308,290000  | 200           | Hawr al-Hammar, Irak                         |
| Jingpo Lacus     | ⌘ 73,0°N 336,0°W/73,000000 -336,000000    | 240,0         | Jingpo, Chiny                                |
| Junín Lacus      | ⌘ 66,9°N 236,9°W/66,900000 -236,900000    | 6,3           | Junín, Peru                                  |
| Kivu Lacus       | ⌘ 87,0°N 121,0°W/87,000000 -121,000000    | 77,5          | Kiwu, Rwanda i Demokratyczna Republika Konga |
| Koitere Lacus    | ⌘ 79,40°N 36,14°W/79,400000 -36,140000    | 68,0          | Koitere, Finlandia                           |
| Lanao Lacus      | ⌘ 71,0°N 217,7°W/71,000000 -217,700000    | 34,5          | Lanao, Filipiny                              |
| Ladoga Lacus     | ⌘ 74,8°N 26,1°W/74,800000 -26,100000      | 110           | Ładoga, Rosja                                |
| Logtak Lacus     | ⌘ 70,8°N 226,1°W/70,800000 -226,100000    | 14,3          | Logtak, Manipur, Indie                       |
| Mackay Lacus     | ⌘ 78,32°N 97,53°W/78,320000 -97,530000    | 180,0         | Mackay, Australia                            |
| Mývatn Lacus     | ⌘ 78,19°N 135,28°W/78,190000 -135,280000  | 55,0          | Mývatn, Islandia                             |
| Müggel Lacus     | ⌘ 84,44°N 203,50°W/84,440000 -203,500000  | 170           | Müggelsee, Niemcy                            |
| Neagh Lacus      | ⌘ 81,11°N 32,16°W/81,110000 -32,160000    | 98,0          | Lough Neagh, Irlandia Północna               |
| Ohrid Lacus      | ⌘ 71,8°N 221,9°W/71,800000 -221,900000    | 17,3          | Jezioro Ochrydzkie, Macedonia/Albania        |
| Oneida Lacus     | ⌘ 76,14°N 131,83°W/76,140000 -131,830000  | 51,0          | Oneida, USA                                  |
| Ontario Lacus    | ⌘ 72,0°S 183,0°W/-72,000000 -183,000000   | 235,0         | Ontario, Kanada i USA                        |
| Sevan Lacus      | ⌘ 69,7°N 225,6°W/69,700000 -225,600000    | 46,9          | Sewan, Armenia                               |
| Sionascaig Lacus | ⌘ 41,52°S 278,12°W/-41,520000 -278,120000 | 143,2         | Loch Sionascaig, Szkocja                     |
| Sotonera Lacus   | ⌘ 76,75°N 17,49°W/76,750000 -17,490000    | 63,0          | Sotonera, Hiszpania                          |
| Sparrow Lacus    | ⌘ 84,3°N 64,7°W/84,300000 -64,700000      | 81,4          | Sparrow, Kanada                              |
| Towada Lacus     | ⌘ 71,4°N 244,2°W/71,400000 -244,200000    | 24            | Towada, Japonia                              |
| Urmia Lacus      | ⌘ 39,27°S 276,55°W/-39,270000 -276,550000 | 28,6          | Urmia, Iran                                  |
| Uvs Lacus        | ⌘ 69,6°N 245,7°W/69,600000 -245,700000    | 26,9          | Uvs, Mongolia                                |
| Vänern Lacus     | ⌘ 70,4°N 223,1°W/70,400000 -223,100000    | 43,9          | Wener, Szwecja                               |
| Waikare Lacus    | ⌘ 81,6°N 126,0°W/81,600000 -126,000000    | 52,5          | Waikare, Nowa Zelandia                       |

## Lacunae
Nazwy lacunae pochodzą od wyschniętych lub słonych jezior.
| Lacuna            | Koordynaty                               | Średnica (km) | Pochodzenie nazwy                                                |
| ----------------- | ---------------------------------------- | ------------- | ---------------------------------------------------------------- |
| Atacama Lacuna    | ⌘ 68,2°N 227,6°W/68,200000 -227,600000   | 35,9          | Atakama, Chile                                                   |
| Eyre Lacuna       | ⌘ 72,6°N 225,1°W/72,600000 -225,100000   | 25,4          | Eyre, Australia                                                  |
| Jerid Lacuna      | ⌘ 66,7°N 221,0°W/66,700000 -221,000000   | 42,6          | Wielki Szott, Tunezja                                            |
| Kutch Lacuna      | ⌘ 88,4°N 217,0°W/88,400000 -217,000000   | 175           | Jezioro okresowe w dystrykcie Kaććh na granicy Indii i Pakistanu |
| Melrhir Lacuna    | ⌘ 64,9°N 212,6°W/64,900000 -212,600000   | 23            | Szatt Malghigh, Algieria                                         |
| Nakuru Lacuna     | ⌘ 65,81°N 94,00°W/65,810000 -94,000000   | 188           | Nakuru, Kenia                                                    |
| Ngami Lacuna      | ⌘ 66,7°N 213,9°W/66,700000 -213,900000   | 37,2          | Ngami, Botswana                                                  |
| Racetrack Lacuna  | ⌘ 66,1°N 224,9°W/66,100000 -224,900000   | 9,9           | Racetrack Playa, Kalifornia                                      |
| Uyuni Lacuna      | ⌘ 66,3°N 228,4°W/66,300000 -228,400000   | 27            | Uyuni, Boliwia                                                   |
| Woytchugga Lacuna | ⌘ 68,88°N 109,00°W/68,880000 -109,000000 | 449           | Woytchugga, Australia                                            |

## Maculae
Nazwy maculae pochodzą od bóstw szczęścia, pokoju i harmonii w mitologiach świata.
| Macula          | Koordynaty                              | Pochodzenie nazwy                    |
| --------------- | --------------------------------------- | ------------------------------------ |
| Eir Macula      | ⌘ 24,0°S 114,7°W/-24,000000 -114,700000 | Eir, nordycka bogini                 |
| Elpis Macula    | ⌘ 31,2°N 27,0°W/31,200000 -27,000000    | Elpis, grecka personifikacja nadziei |
| Ganesa Macula   | ⌘ 50,0°N 87,3°W/50,000000 -87,300000    | Ganeśa, hinduistyczny bóg            |
| Omacatl Macula  | ⌘ 17,6°N 37,2°W/17,600000 -37,200000    | Omacatl, aztecki bóg                 |
| Polaznik Macula | ⌘ 41,1°S 280,4°W/-41,100000 -280,400000 | Polaznik, słowiański bóg             |
| Polelya Macula  | ⌘ 50,0°N 56,0°W/50,000000 -56,000000    | Polelya, słowiański bóg              |

## Mare
Nazwy mare pochodzą od nazw potworów morskich w mitologiach świata.
| Mare        | Koordynaty                             | Średnica (km) | Pochodzenie nazwy                            |
| ----------- | -------------------------------------- | ------------- | -------------------------------------------- |
| Kraken Mare | ⌘ 68,0°N 310,0°W/68,000000 -310,000000 | 1170,0        | Kraken, nordycki potwór morski               |
| Ligeia Mare | ⌘ 79,0°N 248,0°W/79,000000 -248,000000 | 500,0         | Ligeja, jedna z syren w mitologii greckiej   |
| Punga Mare  | ⌘ 85,1°N 339,7°W/85,100000 -339,700000 | 380,0         | Punga, maoryski przodek rekinów i jaszczurek |

## Montes
Nazwy montes pochodzą od nazw gór w fantastycznych powieściach Tolkiena. Według tych pism wszystkie niżej wymienione góry i pasma wznosiły się na kontynencie Śródziemia, oprócz Taniquetilu, najwyższego szczytu świata, wznoszącego się w Amanie.
| Montes            | Koordynaty                              | Średnica podstawy (km) | Pochodzenie nazwy                 |
| ----------------- | --------------------------------------- | ---------------------- | --------------------------------- |
| Angmar Montes     | ⌘ 10,0°S 221,9°W/-10,000000 -221,900000 | 230                    | Angmar, część pasma Gór Mglistych |
| Dolmed Montes     | ⌘ 14,65°S 40,42°W/-14,650000 -40,420000 | 400                    | Dolmed, góra                      |
| Doom Mons         | ⌘ 11,6°S 216,8°W/-11,600000 -216,800000 | 63                     | Orodruina, Góra Przeznaczenia     |
| Echoriath Montes  | ⌘ 7,4°S 213,8°W/-7,400000 -213,800000   | 930                    | Echoriath, pasmo górskie          |
| Erebor Mons       | ⌘ 4,97°S 36,23°W/-4,970000 -36,230000   | 50                     | Erebor, Samotna Góra              |
| Gram Montes       | ⌘ 9,9°S 207,9°W/-9,900000 -207,900000   | 260                    | Gram, góra                        |
| Irensaga Montes   | ⌘ 5,68°S 212,71°W/-5,680000 -212,710000 | 194                    | Irensaga, góra                    |
| Merlock Montes    | ⌘ 8,9°S 211,8°W/-8,900000 -211,800000   | 200                    | Merlock, góra                     |
| Mindolluin Montes | ⌘ 3,30°S 208,96°W/-3,300000 -208,960000 | 340                    | Mindolluina, góra                 |
| Misty Montes      | ⌘ 56,80°N 62,44°W/56,800000 -62,440000  | 73                     | Góry Mgliste, pasmo górskie       |
| Mithrim Montes    | ⌘ 2,16°S 127,42°W/-2,160000 -127,420000 | 147                    | Ered Mithrin, pasmo górskie       |
| Rerir Montes      | ⌘ 4,8°S 212,1°W/-4,800000 -212,100000   | 370                    | Rerir, góra                       |
| Taniquetil Montes | ⌘ 3,67°S 213,26°W/-3,670000 -213,260000 | 130                    | Taniquetil, góra w Amanie         |

## Obrączki (duże formacje obrączkowe)
Nazwy formacji obrączkowych pochodzą od bóstw mądrości w mitologiach świata.
| Formacje obrączkowe | Koordynaty                              | Pochodzenie nazwy               |
| ------------------- | --------------------------------------- | ------------------------------- |
| Guabonito           | ⌘ 10,9°S 150,8°W/-10,900000 -150,800000 | Guabonito, taińska bogini morza |
| Nath                | ⌘ 30,5°S 7,7°W/-30,500000 -7,700000     | Nath, irlandzka bogini mądrości |
| Veles               | ⌘ 2,0°N 137,3°W/2,000000 -137,300000    | Weles, słowiański bóg           |

## Paterae
Nazwy patera pochodzą od wysp na Ziemi, które nie są politycznie niezależne.
| Patera       | Koordynaty                              | Średnica (km) | Pochodzenie nazwy |
| ------------ | --------------------------------------- | ------------- | ----------------- |
| Sotra Patera | ⌘ 14,54°S 40,00°W/-14,540000 -40,000000 | 40            | Sotra, Norwegia   |

## Planitia
Nazwy planitia pochodzą od planet w Uniwersum Diuny.
| Planitia         | Koordynaty                              | Pochodzenie nazwy |
| ---------------- | --------------------------------------- | ----------------- |
| Arrakis Planitia | ⌘ 78,4°S 117,0°W/-78,400000 -117,000000 | Arrakis           |
| Chusuk Planitia  | ⌘ 5,0°S 23,5°W/-5,000000 -23,500000     | Chusuk            |

## Regio
Nazwy regio pochodzą od bóstwa szczęścia i pokoju.
| Regio           | Koordynaty                              | Średnica (km) | Pochodzenie nazwy                        |
| --------------- | --------------------------------------- | ------------- | ---------------------------------------- |
| Concordia Regio | ⌘ 20°S 241°W/-20,000000 -241,000000     | 1500          | Concordia, rzymska bogini harmonii       |
| Hetpet Regio    | ⌘ 22°S 292°W/-22,000000 -292,000000     | 1080          | Hetpet, egipska personifikacja szczęścia |
| Hotei Regio     | ⌘ 26,0°S 78,0°W/-26,000000 -78,000000   | 500           | Budai, chiński buddyzm                   |
| Tui Regio       | ⌘ 24,5°S 124,9°W/-24,500000 -124,900000 | 1200          | Tui, mitologia chińska                   |

## Terra
Nazwy terra pochodzą od nazw krain szczęśliwości w mitologiach świata.
| Terra          | Koordynaty                              | Średnica (km) | Pochodzenie nazwy                          |
| -------------- | --------------------------------------- | ------------- | ------------------------------------------ |
| Garotman Terra | ⌘ 13,5°S 348,0°W/-13,500000 -348,000000 | 970,0         | Garotman, irański raj                      |
| Tollan Terra   | ⌘ 6,4°N 322,7°W/6,400000 -322,700000    | 800,0         | Tollan, aztecki raj                        |
| Yalaing Terra  | ⌘ 19,5°S 324,0°W/-19,500000 -324,000000 | 980,0         | Yalaing, australijski ląd dla dobrych dusz |

## Undae
Nazwy undae pochodzą od bóstw wiatru.
| Undae          | Koordynaty                              | Średnica (km) | Pochodzenie nazwy                     |
| -------------- | --------------------------------------- | ------------- | ------------------------------------- |
| Boreas Undae   | ⌘ 6°S 215°W/-6,000000 -215,000000       | 260,0         | Boreasz, grecki bóg północnego wiatru |
| Eurus Undae    | ⌘ 7,5°S 210,3°W/-7,500000 -210,300000   | 220,0         | Eurus, grecki bóg wschodniego wiatru  |
| Notus Undae    | ⌘ 10,0°S 211,1°W/-10,000000 -211,100000 | 530,0         | Notus, grecki bóg południowego wiatru |
| Zephyrus Undae | ⌘ 8,5°S 217,1°W/-8,500000 -217,100000   | 130,0         | Zefir, grecki bóg zachodniego wiatru  |

## Virgae
Nazwy virgae pochodzą od bóstw deszczu w mitologiach świata.
| Virga           | Koordynaty                              | Pochodzenie nazwy                              |
| --------------- | --------------------------------------- | ---------------------------------------------- |
| Bacab Virgae    | ⌘ 19,0°S 151,0°W/-19,000000 -151,000000 | Bacab, bóg deszczu w mitologii Majów           |
| Hobal Virga     | ⌘ 35,0°S 166,0°W/-35,000000 -166,000000 | Hobal, arabski bóg deszczu                     |
| Kalseru Virga   | ⌘ 36,0°S 137,0°W/-36,000000 -137,000000 | Kalseru, bóg deszczu Aborygenów australijskich |
| Perkunas Virgae | ⌘ 27,0°S 162,0°W/-27,000000 -162,000000 | Perkūnas, najwyższy bóg Bałtów                 |
| Shiwanni Virgae | ⌘ 25,0°S 32,0°W/-25,000000 -32,000000   | Shiwanni, bóg deszczu w wierzeniach Zuni       |
| Uanui Virgae    | ⌘ 45,2°N 235,3°W/45,200000 -235,300000  | Uanui, maoryski bóg deszczu                    |

## Formy geologiczne nieposiadające nazw oficjalnych
Ponieważ dokładny charakter wielu cech powierzchni pozostaje nieznany, wiele ukształtowań nie otrzymało nazw formalnych choć posiadają nazwy robocze. W większości przypadków nie są oceniane na podstawie różnic jasności i ciemności w świetle widzialnym, lecz ze względu na zachmurzenie księżyca są obserwowane w podczerwieni. Sonda Cassini-Huygens rozpoczęła także wykonywanie części mapy Tytana za pomocą radaru.
Przykłady nazw nieoficjalnych:
- Sierp: duży, ciemny obszar, w kształcie sierpa zaobserwowany przez Kosmiczny Teleskop Hubble’a.
- Pies i piłka oraz Głowa smoka: duże ciemne obszary okołorównikowe zaobserwowane przez Europejskie Obserwatorium Południowe za pomocą Very Large Telescope, nazwane ze względu na ich charakterystyczny kształt.
- Kot Si-Si: ciemny obszar widoczny na obrazach radarowych, nazwany przez córkę jednego z naukowców gdy powiedziała, że wygląda jak kot.